# كايل مونتز
كايل مونتز (بالإنجليزية: Kyle Muntz)‏ (18 يوليو 1990)؛ روائي أمريكي.